# ウォルター・ドーウィン・ティーグ
ウォルター・ドーウィン・ティーグ（Walter Dorwin Teague 、1883年12月18日 - 1960年12月5日）は、アメリカ合衆国の工業デザイナーである。
一般にはボーイング707を始めとしボーイング747に至るジェット旅客機と、幻の名車と呼ばれるマーモンV16のデザインで知られる。1930年頃からコダックのデザインコンサルタントとなり、多くのカメラデザインを手がけた。

## 主な作品
- マーモンV16 - 1931年。
- コダック・バンタムスペシャル - 1936年。
- コダック・スーパーコダック620 - 1938年。
- コダック・エクトラI型 - 1941年。
- ボーイング707
- ボーイング727
- ボーイング737
- ボーイング747